# Index Translationum
L’Index Translationum est un index des traductions accessible par différents critères (auteur, éditeur, pays, langue, etc.). Il est géré par l'UNESCO.
Pendant longtemps, les livres ont été traduits à l'initiative de différents éditeurs et libraires, sans qu'aucun enregistrement centralisé de ces traductions ne soit effectué. Les bibliothèques nationales se chargeaient pour certaines d'entre elles de faire un inventaire des livres traduits dans leur langue. Mais une gestion centralisée et un enregistrement systématique des traductions se sont révélés nécessaires et l’Index Translationum fut demandé à la Société des Nations et créé en 1932. En 1946, l'UNESCO reprend ce travail. En 1979, le système est informatisé et une véritable base de données cumulative commence à se dessiner. Chaque année, les bibliothèques nationales de chaque pays envoient à l'équipe de l’Index Translationum la liste des ouvrages traduits dans leur pays dans l'année. L’Index Translationum est alors actualisé.
Ce répertoire central se révèle utile d'une part pour connaître l'existence des traductions actuelles et éviter un travail inutile en double. Il sert à évaluer les échanges culturels de pays à pays. Il est aussi une source possible pour déterminer la popularité d'un auteur. Cependant, l’Index Translationum ne détermine pas si cet auteur est, ou non, beaucoup vendu.     

## Les dix auteurs les plus traduits
En août 2017, les dix auteurs les plus traduits dans le monde, avec plus de 2 500 traductions chacun, étaient :
1. Agatha Christie
2. Jules Verne
3. William Shakespeare
4. Enid Blyton
5. Barbara Cartland
6. Danielle Steel
7. Lénine
8. Hans Christian Andersen
9. Stephen King
10. Jacob Grimm